# Pirata niokolona
Pirata niokolona är en spindelart som beskrevs av Roewer 1961. Pirata niokolona ingår i släktet Pirata och familjen vargspindlar.
Artens utbredningsområde är Senegal. Inga underarter finns listade i Catalogue of Life.